# Mike Fischlin

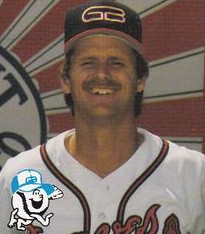
Mike Fischlin

Michael Thomas Fischlin nació en Sacramento, California, el 13 de septiembre de 1955. Fue un shortstop de segunda base en las Grandes Ligas de Béisbol que se desempeñó entre 1977 y 1987 para los Houston Astros (1977-1978, 1980), Cleveland Indians (1981-1985), los New York Yankees (1986) y los Atlanta Braves (1987).
Fischlin era miembro de los Houston Astros de 1980, campeones de la Liga Nacional Oeste ese año. Durante sus diez temporadas como jugador, fue un bateador con un promedio de .220 (207-para-941) con tres cuadrangulares y 68 RBI en 517 juegos, incluyendo 109 carreras, 29 dobles, seis triples, y 24 bases robadas. 
- Datos: Q6846824